# Stenoonops econotus
Stenoonops econotus là một loài nhện trong họ Oonopidae.
Loài này thuộc chi Stenoonops. Stenoonops econotus được Arthur M. Chickering miêu tả năm 1969.